# Monique Garbrecht
Monique Garbrecht-Enfeldt (ur. 11 grudnia 1968 w Poczdamie) – niemiecka łyżwiarka szybka, dwukrotna medalistka olimpijska, wielokrotna medalistka mistrzostw świata oraz wielokrotna zdobywczyni Pucharu Świata.

## Kariera
Urodziła się w NRD i do zjednoczenia Niemiec reprezentowała barwy tego kraju. W tym czasie zdobyła brązowy medal w wieloboju podczas mistrzostw świata juniorów w Røros w 1985 roku oraz złote medale w tej samej konkurencji podczas MŚJ w Sainte-Foy w 1986 roku oraz MŚJ w Strömsund rok później.
Pierwszy medal wśród seniorek zdobyła w 1991 roku, zwyciężając podczas mistrzostw świata w wieloboju sprinterskim w Inzell. W zawodach tych wyprzedziła bezpośrednio Chinkę Ye Qiaobo oraz Christine Aaftink z Holandii. Wynik ten Garbrecht powtórzyła czterokrotnie, zwyciężając na mistrzostwach świata w Calgary (1999), mistrzostwach świata w Seulu (2000), mistrzostwach świata w Inzell (2001) oraz mistrzostwach świata w Calgary (2003).
W 1992 roku wzięła udział w igrzyskach olimpijskich w Albertville, gdzie zdobyła brązowy medal w biegu na 1000 m. Przegrała tam tylko z Amerykanką Bonnie Blair i Ye Qiaobo. Na tych samych igrzyskach była też piąta na dystansie 1500 m oraz czwarta w biegu na 500 m, gdzie w walce o podium lepsza była jej rodaczka Christa Luding. Blisko podium była także podczas rozgrywanych dwa lata później igrzysk w Lillehammer, zajmując piąte miejsce na 1000 m i szóste na dwukrotnie krótszym dystansie. Nieco słabiej wypadła na igrzyskach olimpijskich w Nagano w 1998 roku, gdzie na tych samych dystansach była odpowiednio dziesiąta i ósma. Wystąpiła także na igrzyskach w Salt Lake City, zdobywając srebrny medal w biegu na 500 m. Na podium rozdzieliła Kanadyjkę Catrionę Le May Doan oraz kolejną Niemkę, Sabine Völker.
Niemka wielokrotnie zdobywała też medale mistrzostw świata na dystansach. Po raz pierwszy na podium stanęła podczas dystansowych mistrzostw świata w Heerenveen w 1999 roku, zajmując drugie miejsce za Holenderką Marianne Timmer w biegu na 1000 m. Rok później, na mistrzostwach świata w Nagano zwyciężyła w biegach na 500 i 1000 m. Dwa medale zdobyła również podczas mistrzostw świata w Salt Lake City w 2001 roku, wygrywając na 1000 m i zajmując drugie miejsce w biegu na 500 m. Ostatni medal zdobyła na mistrzostwach świata w Berlinie w 2003 roku, gdzie ponownie zwyciężyła na dystansie 500 m.
Wielokrotnie stawała na podium zawodów Pucharu Świata, odnosząc przy tym 36. zwycięstw. W sezonach 1990/1991, 1998/1999, 1999/2000, 2000/2001 i 2002/2003 zwyciężała w klasyfikacji końcowej 1000 m, w sezonie 1993/1994 była druga, a sezony 1991/1992 i 1994/1995 zakończyła na trzeciej pozycji. Ponadto w sezonach 1999/2000 i 2002/2003była też najlepsza w klasyfikacji 500 m, w sezonach 1998/1999 i 2000/2001 zajmowała drugą pozycję, a w sezonie 1993/1994 zajęła trzecie miejsce.
Ustanowiła cztery rekordy świata
W 2000 roku wyszła za mąż za szwedzkiego panczenistę Magnusa Enfeldta i do końca kariery startowała pod nazwiskiem Garbrecht-Enfeldt.

### Mistrzostwa świata
- Mistrzostwa świata w wieloboju sprinterskim
  - złoto – 1991, 1999, 2000, 2001, 2003